# لینکلنتون (جورجیا)
لینکلنتون، جورجیا (به انگلیسی: Lincolnton, Georgia) یک شهر در ایالات متحده آمریکا با جمعیت ۱٬۵۹۵ نفر است که در جورجیا واقع شده‌است.

## موقعیت جغرافیایی
موقعیت جغرافیایی شهرها و مناطق اطراف به شرح زیر است: